# Fasnacht (pastel)

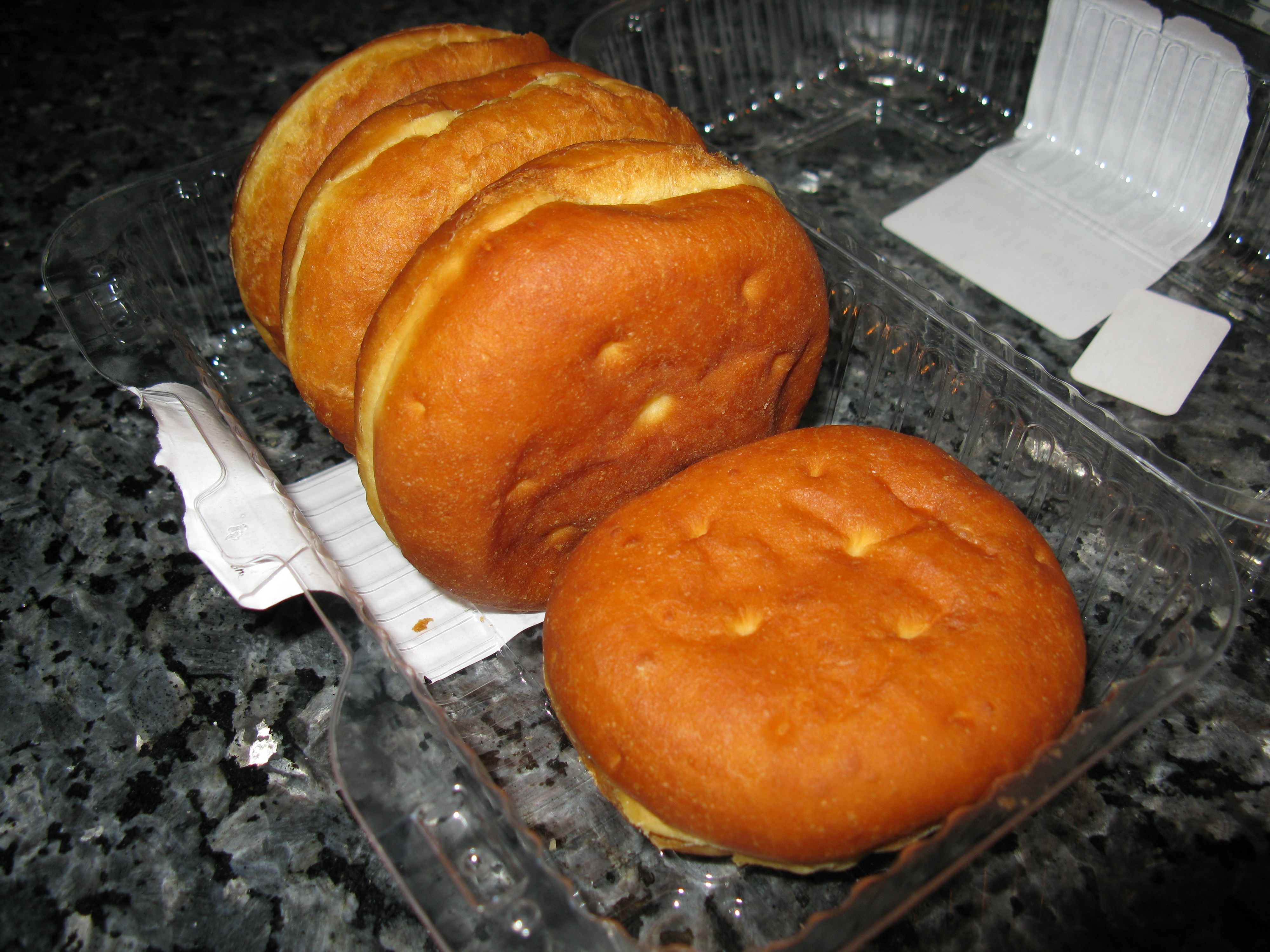
Un fasnacht

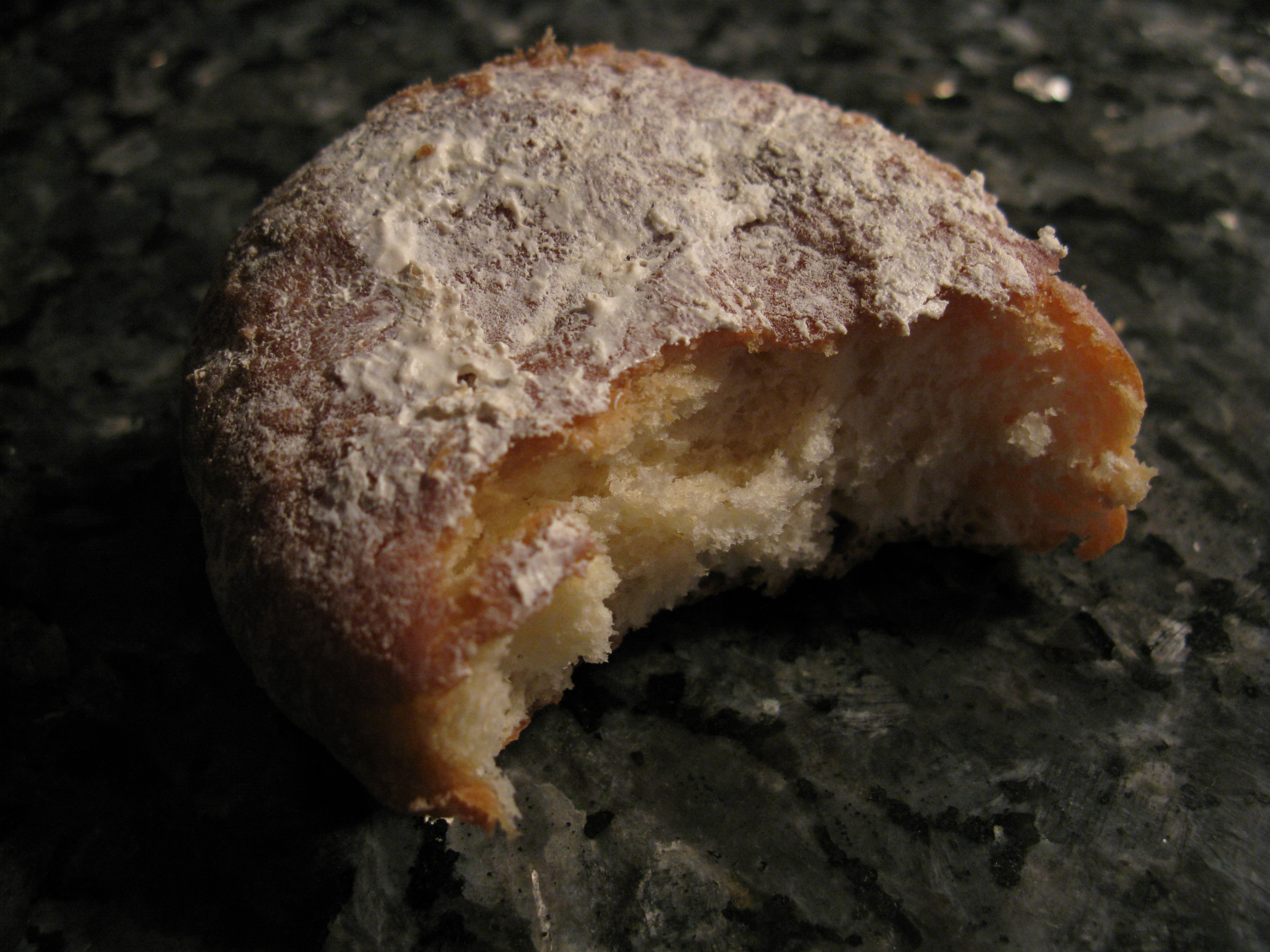
Un fasnacht con azúcar

Un Fasnacht, a veces escrito Fastnacht o Faschnacht, es un dónut de grasa servido tradicionalmente en el Día de Fasnacht (Martes de Carnaval), el día antes del inicio de la Cuaresma. Se hicieron como una forma de vaciar la despensa de cerdo, azúcar, grasa, y manteca.
En partes de Maryland, son llamados Kinklings, y solo son vendidos en pastelerías en Martes de Carnaval. La versión alemana es hecha de masa de levadura, frita, y recubierta o espolvoreada de azúcar o canela; pueden ser simples o rellenos de mermelada de frutas.